# Teplička nad Váhom
Teplička nad Váhom (en hongrois : Vágtapolca) est une commune de la région de Žilina, en Slovaquie.

## Histoire
La première mention écrite du village date de 1267.

## Démographie

### Évolution de la population
| Année:               | 1994. | 2004.   | 2014.    | 2024.   |
| -------------------- | ----- | ------- | -------- | ------- |
| Nombre de personnes: | 3275  | 3413    | 4040     | 4389    |
| Différence:          |       | +4,21 % | +18,37 % | +8,63 % |

| Année:               | 2023. | 2024.   |
| -------------------- | ----- | ------- |
| Nombre de personnes: | 4406  | 4389    |
| Différence:          |       | -0,38 % |